# Hugo Markus Ganz
Hugo Markus Ganz (Mainz, 24 de abril de 1862 — 2 de janeiro de 1922) foi um escritor e jornalista político e literário alemão. Trabalhou para o jornal alemão Frankfurter Zeitung e para o jornal suíço Neue Zürcher Zeitung.
Hugo Markus Ganz nasceu em Mainz, Alemanha, trabalhando como escritor e jornalista de política e literatura para o Frankfurter Zeitung, que o estabeleceu em Budapeste, Áustria-Hungria, na década de 1890, tendo em consequência adquirido a nacionalidade austro-húngara. Lá conheceu sua futura mulher Maria Török (1872–1926), com quem teve dois filhos: Margarete Ganz (1893–1975) e Josef Ganz (1898–1967).